# Адресный план
Адресный план (жарг. Адресник) — разновидность общего плана в кинематографе и на телевидении, предназначенная для обозначения места и времени действия. В отличие от телевидения, где адресный план несёт чисто информационную нагрузку, в кинематографе он играет художественную роль, показывая взаимоотношения персонажей фильма с окружающим пространством. Чаще всего эпизод фильма или телесюжет начинаются именно с адресного плана.

## Обозначаемые понятия
Место действия — адресный план обозначает город или местность, в которых происходит действие сюжета, или куда прибывают герои после путешествия. Для этого снимаются известные здания или сооружения, например кадр с Кремлём или высотками МГУ говорит о том, что сюжет разворачивается в Москве, а Петропавловская крепость указывает на Санкт-Петербург. В этом качестве адресные планы активно используются, например, в фильме «Ёлки».
Время — иногда необходимо сориентировать зрителей, чтобы обозначить временно́й разрыв повествования. Например, если после дневного эпизода сразу же следует вечерний, перебивка с видом ночного города даёт понять, какой отрезок времени пропущен на экране. Это особенно важно, когда основное действие отснято в интерьере, где смена времени суток незаметна. Таким же образом может быть обозначена эпоха, когда в кадре проезжает старинный паровоз или конная повозка. Например, в фильме «Назад в будущее» роль адресного плана после возвращения Марти в 1985 год играет кадр с городскими часами, над которыми пролетает вертолёт.
Взаимоотношения — в этом случае адресный план необходим для сохранения ориентации зрителя в сюжете с множеством действующих лиц. Адресные общие планы, смонтированные с крупными позволяют понять взаимное расположение персонажей и направление их диалогов. Примером может служить фильм «Гараж», в котором крупные планы отдельных актёров чередуются с адресными общими и средними, объясняя направления взглядов и реплик.
Сюжет — адресный план может обозначать не только место действия, но и само действие. Например, общий план улицы, на которой идёт дождь, говорит о начавшемся ливне, который продолжает сюжет.